# La Etnnia
La Etnnia es un grupo colombiano de Rap, conformado inicialmente por cuatro integrantes: Kany, zebra ,Kaiser, Ata.
Actualmente está conformada por Kany, Kaiser, Ata y DJ Manos.

## Historia
La Etnnia nació en el barrio Las Cruces  perteneciente al centro de la ciudad de Bogotá Colombia. Son considerados como algunos de los primeros en tocar el tema de esta cultura en Colombia, iniciando con raíces de películas que venían directamente desde Nueva York en las cuales se reflejaba el movimiento, principalmente el breakdance.
Su nacimiento fue en el año 1984 bailando break en las calles, con sonidos de Afrika Bambaataa y bajo el nombre de "new rapper breaker", después tomando detalles y material de Norteamérica, para así ir creando su estilo propio. Entre los años 1985-1990 crearon sus primeras maquetas propias las cuales nunca salieron a la venta por falta de apoyo económico y desconocimiento de este movimiento. Su primer álbum oficial llamado "El Ataque del Metano" fue trabajado en (1994), y lanzado en formato CD a finales de  (1995).
Estuvieron en el festival de "Hip-Hop al Parque" 2008, que se realiza en Bogotá como uno de los dos invitados nacionales, cerrando dicho festival. Su álbum, llamado "Universal", del año 2014, ha ganado diferentes reconocimientos a nivel nacional e internacional.

## Sello Independiente
5-27 RÉCORDS, sello discográfico creado en el año de 1994, la agrupación La Etnnia tiene en su poder varios tracks inéditos que logra organizar en un track list y junto a otras canciones grabadas en los estudios 5-27 Récords y sincrosonido de Bogotá se logra prensar el primer CD de hip hop en Colombia.
Se le denomina 5-27 ya que así era la dirección de la primera casa en la que vivieron los integrantes de grupo y donde nació el Rap en Colombia.

## Reconocimiento
En el año 2004, en el marco del Forum de Barcelona, recibieron el premio "Mensajeros De La Verdad", siendo reconocidos por su esfuerzo de difundir un mensaje social y crítico, generando oportunidades por un medio de expresión para las comunidades menos favorecidas.
Fue ganador de un Premios Nuestra Tierra en 2007 en la categoría Mejor artista solo o grupo urbano del año. En los últimos tres años La Etnnia, descrita por la revista “Newsweek” como el florecimiento del Hip-Hop Underground en Latinoamérica y reconocida por el diario “The New York Times”[] como una de las primeras bandas (después de Gotas de Rap) que validaron el Hip-Hop en Colombia. Han seguido ganando proyección internacional en los mercados abanderados de este género en Europa y Estados Unidos.

## La Etnnia
- El Ataque Del Metano - 1995
- Malicia Indígena - 1997
- Criminología. - 1999
- Stress, Dolor & Adrenalina - 2001
- Real. - 2004
- Por Siempre - 2007-2008
- La voz de la calle - 2011
- Universal - 2013
- 5-27 Internacional - 2015
- 5-27 Legacy - (TBA)
- 10 - 2019
- Inmortal - 2022

Tracks Inéditos 1990-1993
- Alto Al Secuestro
- Cantando Saltando

Colaboraciones
- Los caminos reales (Big Mato)
- Vengo (Big Mato, Vakero, Don Dinero, Toxic Crow, Villano sam, Malverde, Tori Nash, Al Pachino, Mc Pan; producido por SPK)
- Conciencia (Alerta Kamarada)

## En Solitario
Dj Fonxz
- Zualezer Acto 1 - 2000
- Avalancha - 2000
- Animales Sin Rostro - 2003
- Animales EXP
- Grandes Éxitos
- 50 Éxitos
- Al Filo De La Espada

El Zebra
- The Ghetto Superstar - 2008

## 5-27 Récords
- Mixtape - "Tres coronas" - 2001
- Rap Latino - "Compilado" - 2003
- Ghetto Pros - "Compilado" - 2003
- Ruido De La Esquina - "Compilado" - 2003
- Purina Pura - "Full Nelson" - 2004
- 5-27 Récords Grandes Hits Vol. 1 - "Compilado Recopilación" - 2007
- Kontent - "Thug Musik" - 2005 - 2009